# Parmelinella wallichiana
Parmelinella wallichiana är en lavart som först beskrevs av Taylor, och fick sitt nu gällande namn av Elix & Hale. Parmelinella wallichiana ingår i släktet Parmelinella och familjen Parmeliaceae.   Inga underarter finns listade i Catalogue of Life.